# Croton rottlerifolius
Croton rottlerifolius är en törelväxtart som beskrevs av Henri Ernest Baillon. Croton rottlerifolius ingår i släktet Croton och familjen törelväxter. Inga underarter finns listade i Catalogue of Life.